# Akademie für Politische Bildung

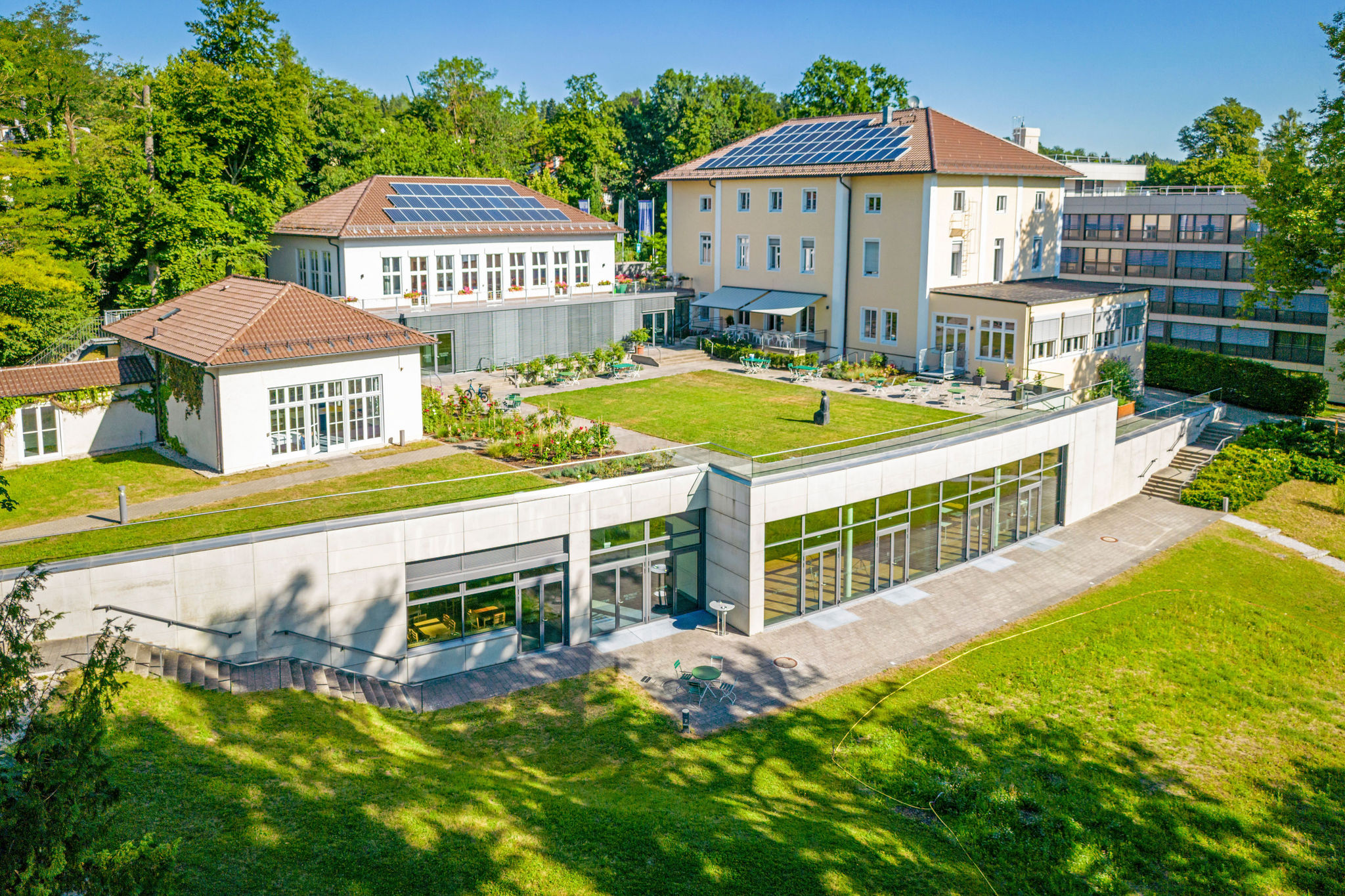
Akademie für Politische Bildung in Tutzing

Die Akademie für Politische Bildung in Tutzing am Starnberger See ist ein interdisziplinär arbeitendes Forum für Wissenschaft, Politik und Bildungsarbeit, ein Kompetenzzentrum für politische Bildung sowie eine Forschungseinrichtung, die sich mit aktuellen und grundsätzlichen Themen der nationalen und internationalen Politik, der Verfassungspolitik, gesellschaftlichen Entwicklungen sowie der Zeitgeschichte und der politischen Philosophie befasst. Vom Bayerischen Landtag 1957 durch ein eigenes Landesgesetz als Anstalt des öffentlichen Rechts gegründet, fördert sie die politische Bildung überparteilich und überkonfessionell. Sie ist eine einzigartige Institution in der politischen Bildungslandschaft Deutschlands und darüber hinaus. Direktorin der Akademie ist seit November 2011 die Politikwissenschaftlerin Ursula Münch.

## Aufgabe

### Gründung der Akademie
Nach Ende des Nationalsozialismus war die junge Demokratie in Deutschland noch instabil. Wissenschaftler und Politiker der damals in Bayern regierenden Viererkoalition (SPD, FDP, GB/BHE und Bayernpartei) unter Ministerpräsident Wilhelm Hoegner (SPD) setzten sich dafür ein, die politische Bildung zu fördern und auf eine solide Grundlage zu stellen. Auf Initiative des damaligen bayerischen Landesvorsitzenden der SPD, Waldemar von Knoeringen, berieten Wissenschaftler, Pädagogen, Politiker und Beamte im sogenannten Grünwalder Arbeitskreis über die Konzeption und Organisation einer Akademie. Zu den Teilnehmern zählten unter anderem Arnold Bergstraesser, Hildegard Hamm-Brücher, Walter Dirks, Thomas Ellwein, Theodor Eschenburg, Hans Nawiasky, Hans-Jochen Vogel und Erich Weniger. Am 27. Mai 1957 verabschiedete der Bayerische Landtag das „Gesetz über die Errichtung einer Akademie für Politische Bildung (Akademiegesetz)“, das rückwirkend zum 1. April in Kraft trat. „Der Bestand und die Zukunft des demokratischen Staates und der von ihm gewährleisteten Freiheit hängen von der rechten Einschätzung seiner Werte durch die Staatsbürger und ihrem Willen, sie zu behaupten, ab. Dem Staat erwächst daher die Pflicht, alle Maßnahmen zu unterstützen und zu ergreifen, die der Pflege der politischen Bildung dienen“, heißt es in der Präambel.

### Zweck und Ausstattung
„Zweck der Akademie ist es, die politische Bildung in Bayern auf überparteilicher Grundlage zu fördern und zu vertiefen. Die Akademie dient dabei der Festigung des Gedankengutes der freiheitlich-demokratischen Staatsordnung.“
Die Finanzierung der Akademie ist durch Artikel 1, Absatz 2 des Akademiegesetzes geregelt. Darin ist festgelegt, dass der Freistaat Bayern der Akademie die zur Erfüllung ihrer Aufgaben erforderlichen Mittel nach Maßgabe der Haushaltsgesetze zur Verfügung stellt. Der Akademiehaushalt ist Bestandteil des Haushalts des Bayerischen Staatsministeriums für Unterricht und Kultus und unterliegt der Prüfung durch den Bayerischen Obersten Rechnungshof. Im Jahr 2020 betrug dieser knapp 4 Millionen Euro.
Die Akademie ist keiner Partei, keiner politischen Richtung, keiner Konfession und keinem Verband verpflichtet und hat gemäß Akademiegesetz das Recht auf Selbstverwaltung im Rahmen der Gesetze.

### Arbeitsfelder
Zur Erfüllung ihrer Aufgaben veranstaltet die Akademie – auch in Kooperation mit Partnerinstitutionen – öffentliche Tagungen, Akademiegespräche, Politiksimulationen und Fachkongresse. Außerdem bietet sie unter anderem für Lehrkräfte und Journalisten Seminare zur Fortbildung an. Insgesamt finden pro Jahr rund 200 Veranstaltungen statt, die Mehrzahl davon in Tutzing. Zu den zentralen thematisch-inhaltlichen Schwerpunkten zählen die Bereiche:
- Aktuelle Fragen der Europapolitik, der Bundespolitik, bayerischer Politik sowie Kommunalpolitik
- Demokratie als Lebens-, Gesellschafts- und Herrschaftsform
- Parlaments-, Wahl-, Parteien- und Partizipationsforschung
- Zeitgeschichte und historische Grundlagen der Politik
- Föderalismus und Europäische Integration
- Wirtschafts- und Sozialpolitik
- Verfassungs- und Rechtspolitik
- Internationale Beziehungen
- Medien und Politik
- Ökologie
- Philosophie und ethische Grundlagen der Politik
- Didaktik und Philosophie der politischen Bildung
- Folgen der Digitalisierung und des technischen Wandels[4]

Die Akademie publiziert unter anderem Tagungsbände und Einzelstudien zu grundsätzlichen und aktuellen Themen sowie Handreichungen zu Inhalts- und Methodenfragen der politischen Bildung und weiteren wissenschaftlichen Themen. Zu den Schriftenreihen zählen unter anderem die Tutzinger Studien zur Politik, die Tutzinger Schriften zur politischen Bildung sowie die Akademie-Kurzanalysen. Außerdem erscheint vierteljährlich online und in gedruckter Form der Akademie-Report mit Tagungsberichten und Neuigkeiten aus der Bildungsarbeit der Akademie.

## Organisation und Struktur
Die im Akademiegesetz vorgesehenen Organe sind das Kuratorium (Art. 4 bis 8), der Direktor (Art. 9 bis 11), das Dozentenkollegium (Art. 12 und 13) und der Beirat (Art. 14 und 15).

### Kuratorium
Das Kuratorium hat zur Aufgabe, die Interessen der Akademie zu wahren, Richtlinien für die Arbeit der Akademie zu genehmigen und deren Einhaltung zu überwachen sowie bei der Ernennung des Direktors/der Direktorin und der hauptamtlichen Dozenten mitzuwirken. Das Kuratorium besteht aus je einem Angehörigen der mit Fraktionsstärke im Bayerischen Landtag vertretenen Parteien und zusätzlich zehn Mitgliedern, welche das öffentliche Leben, die Wissenschaft und das Bildungswesen des Landes repräsentieren. Aktuell führt den Vorsitz Friedrich Wilhelm Rothenpieler, ehem. Amtschef des Bayerischen Staatsministeriums für Wissenschaft, Forschung und Kunst, seine Stellvertreterin ist Ursula Männle (CSU).

### Direktor
Der Akademiedirektor wird von der Bayerischen Staatsregierung auf Vorschlag des Kuratoriums für die Dauer von sechs Jahren ernannt. Die Wiederernennung ist zulässig. Er vertritt die Akademie nach außen und leitet die Akademie nach Maßgabe der Richtlinien und den Regeln staatlicher Verwaltung und Haushaltsführung. Das Direktorenamt der Akademie hatten bzw. haben inne:
- 1958 bis 1970: Felix Messerschmid
- 1970 bis 1993: Manfred Hättich
- 1993 bis 2011: Heinrich Oberreuter[10]
- seit 2011: Ursula Münch[11]

### Dozentenkollegium
Das Kollegium der Akademie besteht aus qualifizierten Wissenschaftlerinnen und Wissenschaftlern unterschiedlicher geistes- und sozialwissenschaftlicher Disziplinen. Neben der wissenschaftlichen Kompetenz wird bei der Personalauswahl größter Wert auf die pädagogische Eignung der Bewerberinnen und Bewerber gelegt. Das Kollegium setzt sich aus Assistenten und Dozenten zusammen und umfasst insgesamt zehn wissenschaftliche Planstellen (einschließlich Leitungsstelle). Darüber hinaus arbeiten mehrere Gastdozenten für die Akademie, die unter anderem Politiksimulationen und Schülerforen anbieten. Das im Akademiegesetz vorgesehene Dozentenkollegium besteht aus den hauptamtlichen Dozenten sowie einem von den Assistenten zu wählenden Vertreter und wird vom Direktor oder der Direktorin in die Hausleitung eingebunden.

### Beirat
Ein Beirat aus Politikern, Wissenschaftlern, Vertretern von Kirchen, aus der Wirtschaft und von Verbänden stellt die Verbindung zwischen Akademie und Öffentlichkeit her und berät die Direktorin.

### Förderkreis
Seit 1988 begleitet ein Förderkreis die Akademie bei ihrer Bildungsarbeit. Er leistet einen finanziellen Beitrag zur Akademiearbeit allgemein (z. B. besonders aufwendige Publikationen) sowie zu spezifischen Vorhaben, die aus dem öffentlichen Haushalt allein nicht finanziert werden können. Darüber hinaus ermöglicht er die Verpflichtung zusätzlicher hochkarätiger Experten und Referenten aus Wissenschaft und Praxis. Mitglieder unter 30 Jahren bezahlen einen ermäßigten Beitrag. Im Gegenzug übernimmt der Förderkreis für diese Mitglieder dreimal pro Jahr die Gebühren für Tagungen der Akademie. Der Förderkreis wird von sieben Vorstandsmitgliedern geleitet und jedes zweite Jahr durch einen Rechnungsprüfer kontrolliert.

## Tagungsstätte
Seit ihrer Gründung befindet sich die Akademie im Haus Buchensee in Tutzing am Ufer des Starnberger Sees. Vermutlich geht das ab 1864 erbaute Hauptgebäude des Anwesens auf einen Entwurf des königlich-bayerischen Baumeisters Leo von Klenze zurück, die Parkanlage war, soweit bekannt, eine Schöpfung des Gartenarchitekten Carl von Effner. Nach mehrfachem Eigentümerwechsel erwarb 1938 die Landesversicherungsanstalt Oberbayern (seit 2005 Deutsche Rentenversicherung Bayern Süd) das Anwesen, um darauf ein Jugendertüchtigungslager zu errichten. Nach Abschluss der Umbauarbeiten 1942/43 wurde das Haus von der Wehrmacht beschlagnahmt und diente bis Kriegsende als Reservelazarett, danach als Flüchtlingsheim und ab 1947 als (Kreis-)Altenheim. Im Jahr 1952 eröffnete die Landesversicherungsanstalt im Haus Buchensee ihre Sozialpolitische Schule, bevor 1957 die Akademie die Räumlichkeiten bezog.
Mit der Grundstückseigentümerin wurde im Juli 2000 ein Erbbaurechtsvertrag über das Anwesen für die Dauer von 99 Jahren geschlossen. Durch Erweiterungen und Umbauten verfügt die Akademie für Politische Bildung heute über sieben Veranstaltungsräume, Aufenthalts- und Speiseräume, ein Bettenhaus mit insgesamt 72 Gästebetten, Mitarbeiterbüros, die rund 45.000 Bände umfassende Akademiebibliothek sowie Wirtschafts- und Nebenräume. Zwischen März 2010 und September 2011 entstand auf dem Gelände ein neues Auditorium, das zu Ehren des ehemaligen Direktors Heinrich-Oberreuter-Saal getauft wurde und bis zu 220 Gästen Platz bietet. 2020 und 2021 wurde das Gästehaus aus dem Jahr 1974 energetisch saniert.